# Plaza de San Francisco
La Plaza de San Francisco è una piazza di Siviglia, e rappresenta una dei luoghi più antichi ed emblematici della città. 
In questa piazza è presente l'ayuntamiento di Siviglia, ovvero il municipio.

## Storia
Già nel XV secolo Plaza de San Francisco era il cuore della città, e il luogo dove si trovavano i principali poteri civili. In questa piazza si celebravano i famosi autodafé dell'Inquisizione spagnola, le diverse feste dei tori e, così come avviene oggi, le processioni della Semana Santa e del Corpus Christi.
Fu conosciuta con l'attuale nome dopo la Reconquista, tuttavia a partire dal XIX secolo con l'approvazione della costituzione del 1812 cambia nome in "Plaza de la Constitución", ma ciò non durò molto poiché  il 6 maggio 1814 i nemici del nuovo regime costituzionale cambiarono il nome in "Plaza Real de Fernando VII". In seguito mutò più volte nome; nel 1820 riprese quello di "Plaza de la Constitución", che in breve venne sostituito da quello di "Plaza del Rey". Dopo un po' fu rinominata "Plaza de Isabel II", ma con l'arrivo della Seconda repubblica spagnola acquisì il nome di "Plaza de la Libertad", e non passò un anno che la piazza riprese per la terza volta quello di "Plaza de la Constitución". Dopo esser stata denominata "Plaza de la Falange Española" (1936), nel 1980 riuscì finalmente a recuperare il vecchio nome di "Plaza de San Francisco".

## Monumenti

### Ayuntamiento
Il palazzo dell'Ayuntamiento, cioè del Municipio, fu costruito in stile rinascimentale tra il 1527 e il 1534 sotto la direzione di Diego de Riano. La facciata è in stile plateresco. Internamente, la sala capitolare ospita un soffitto in pietra, decorato a cassettoni ornati da raffigurazioni dei re di Spagna. La copertura dorata dell'Archivio histórico è invece ad artesonado.

### Altro
- Palazzo del Banco di Spagna (1928)[1]
- Palazzo del tribunale (XVI secolo)[1]